# Popis grofova Ribagorze
Ovo je popis grofova Ribagorze (katalonski Ribagorça).

## Prva dinastija Ribagorze
| Ime                               | Supružnik                          | Napomene                       |
| --------------------------------- | ---------------------------------- | ------------------------------ |
| Ramón I.                          | Guinigenta kći Mutarrifa ibn Lopea | Također je bio grof Pallarsa.  |
| Bernard I.                        | Toda Galíndez                      | Bio je sin prvog grofa.        |
| Ramón II.                         | Gersenda od Armagnaca              |                                |
| Unifredo de Ribagorza             | Sanča                              | Naslijedio je oca, Ramóna II.  |
| Arnaldo de Ribagorza              |                                    |                                |
| Isarno de Ribagorza               |                                    | Naslijedila ga je sestra Toda. |
| Toda de Ribagorza                 | Sunyer I. od Pallarsa              | Bila je i grofica Pallarsa.    |
| Vilim Isárnez (Guillermo Isárnez) |                                    | Sin Isarna i njegove konkubine |
| Mayor od Ribagorze                | Ramón III. od Pallarsa Jusse       | Todina nećakinja iz Kastilje   |

Sančo III., kralj Pamplone, pripojio je Ribagorzu svom kraljevstvu po pravu svoje supruge, grofice Mayor iz Kastilje. Nakon Sančove smrti, grofom je postao njegov mlađi sin, Don Gonzalo.

## Kraljevi Aragonije
Nakon smrti Don Gonzala, njegov stariji polubrat Ramiro I. je pripojio grofoviju Aragoniji; ovo su aragonski vladari koji su vladali Ribagorzom:
- Ramiro I.,[4] sin Sanča i njegove konkubine, muž Ermesinde i Ines
- Sančo Ramírez, kralj Aragonije i Pamplone, sin Ramira I.
- Petar I., sin Sanča i Izabele
- Ramiro II. Redovnik, sin Sanča i Felicije
- Rajmond Berenguer IV., muž kćeri Ramira II., Petronile
- Alfons II.
- Petar II. Katolički
- Jakov I. Osvajač (muž Leonore)
- Petar III.
- Alfons III. Liberalni
- Jakov II.

## Druga dinastija Ribagorze
Jakov II. je grofoviju dao svom sinu Petru.
- Petar Aragonski i Anžuvinski[5]
- Alfons Aragonski Stariji
- Alfons Aragonski Mlađi

Nakon smrti Don Alfonsa, Ribagorza je pripojena kruni.

## Kraljevi Aragonije i njihovi potomci
- Ivan II. Aragonski
- Ferdinand II. Katolički

Kralj je Ivan dao Ribagorzu svom sinu, Don Alfonsu:
- Alfons de Aragón y de Escobar
- Ivan II. od Ribagorze
- Alfons VII. od Ribagorze
- Martin de Gurrea y Aragón
- Ivan de Gurrea y Aragón
- Martin de Gurrea y Aragón
- Fernando de Gurrea y Aragón
- Francisco de Gurrea y Aragón

Ribagorza je potom prešla u vlasništvo kralja Filipa II.